# آمبانوالا
آمبانوالا (به لاتین: Ambanwala) یک منطقهٔ مسکونی در سری‌لانکا است که در استان مرکزی (سری‌لانکا) واقع شده‌است.